# Amburbium
Amburbium, ókori római ünnepség, amelyet a város megtisztítására tartottak, s amelynek során az áldozati állatokat feláldozásuk előtt körülvezették a város régi, köztársaság-kori határán. Feltehetőleg évente, február 6-án végezték el ezt a szertartást, de a senatus esetleges rendkívüli határozata alapján akár évente több alkalommal is sor kerülhetett rá.